# 존 후지오카
존 후지오카(藤岡守, 1925년 6월 29일 ~ 2018년 12월 13일)는 미국의 배우, 교사, 영화배우이다.
로스앤젤레스에서 사망하였다.

## 영화
- 진주만 (2001년) - 니쉬쿠라 역
- 재규어맨 (1996년)
- 리틀 디노 3 (1995년)
- 모탈 컴뱃 (1995년)
- 신아메리칸 닌자 (1993년) - 타츠야 역
- 아메리칸 신디케이트 (1993년)
- 시티 레인져 (1993년)
- 전사 (1990년)
- 히로시마 원폭 투하 (1990년)
- 불타는 바다 (1989년)
- 몬스터 가족 (1988년)
- 사랑의 음모 (1987년)
- 노메드의 검 (1987년)
- 사각의 링 (1986년)
- 화려한 경쟁자 (1986년)
- 아메리칸 닌자 (1985년)
- 애꾸눈 해피 (1982년)
- 내 이름은 브루스 (1982년)
- 프라이벗 아이스 (1980년)
- 히로시마 원폭투하대 (1980년)
- 도박 천국의 비밀 (1980년)
- 노아의 불시착 (1980년)
- 옥타곤 (1980년)
- 맥아더 (1977년)
- 퓨처월드 (1976년)
- 미드웨이 (1976년)
- 6백만 달러의 사나이 - TV 시리즈 (1974년)
- 일본 침몰 (1973년)
- 매쉬 - 시리즈 (1972년)
- 매시 (1970년)
- 하와이 5-0수사대 (1968년)